# Porta dos Barretes
A Porta ou Arco dos Barretes, também chamado Arco do Açougue, foi uma antiga porta da cidade de Lisboa, inserida na cerca fernandina da cidade.
Localizava-se no Terreiro do Paço, arruinando-se totalmente com o terramoto de 1755 por estar numa zona grandemente afectada por este sismo e o incêndio subsequente.